# Johanson
Johanson ist ein Familienname. Zu Herkunft und Bedeutung siehe Johansson.

## Namensträger
- Anton Johanson (1877–1952), schwedischer Fußballspieler und -funktionär
- Arvid Johanson (1929–2013), norwegischer Journalist und Politiker
- Carl Johanson (* 1976), schwedischerb Autor und Illustrator
- Carl Johan Johanson (1858–1888), schwedischer Botaniker
- Claes Johanson (1884–1949), schwedischer Ringer
- Donald Johanson (* 1943), US-amerikanischer Paläoanthropologe
- Eric Johanson (1896–1979), deutsch-schwedischer Maler
- Jai Johanny Johanson (* 1944), US-amerikanischer Schlagzeuger und Perkussionist
- Jay-Jay Johanson (* 1969), schwedischer Musiker, Sänger und Komponist
- Lars Johanson (* 1936), schwedischer Sprachwissenschaftler, Turkologie und Hochschullehrer
- Patricia Johanson (1940–2024), US-amerikanische Landschaftsarchitektin und Künstlerin
- Rosie Johanson (* 1998), kanadische Tennisspielerin
- Thomas Johanson (* 1969), finnischer Segler